# I Believe (Bon Jovi)
I Believe è una canzone dei Bon Jovi, scritta da Jon Bon Jovi. È stata estratta come quinto singolo dal quinto album in studio del gruppo, Keep the Faith, nel settembre del 1993. Prima traccia del disco, ha raggiunto la posizione numero 11 nel Regno Unito e la numero 40 in Australia, ma non è mai entrata in classifica negli Stati Uniti.

## Informazioni sulla canzone
La canzone rappresenta un inno alla tenacia e alla voglia di credere nei propri obiettivi e nelle proprie ambizioni. Il testo riflette proprio questi temi, ovviamente con la consueta potenza dei Bon Jovi.
Il brano si apre con una dissolvenza di rumori distorti generati da alcuni strumenti e dalla voce di Jon Bon Jovi, fino a quando entra in scena la chitarra furiosa di Richie Sambora. Dopo l'introduzione strumentale, inizia la parte cantata.
La canzone si adatta perfettamente alla classica struttura dei pezzi hard rock: intro, strofa, ponte, ritornello, strofa, ponte, ritornello, assolo, secondo ponte e coro finale.

## Esibizioni dal vivo
La canzone è stata suonata dal vivo diverse volte durante il Keep the Faith Tour e lo I'll Sleep When I'm Dead Tour, per poi venire quasi del tutto dimenticata dagli stessi Bon Jovi, tranne in sporadiche occasioni. L'ultima esibizione della canzone si è tenuta a Lisbona il 31 luglio 2011, durante la tappa conclusiva del tour Live 2011.

## Video musicale
Il video musicale della canzone è stato diretto da Nick Egan e girato in Italia. Questo mostra i Bon Jovi esibirsi dentro uno studio blu, oppure mentre girovagano per alcune strade. Diverse volte appare sullo schermo la frase "I Believe" scritta in lingua diverse.

## Formazione
- Jon Bon Jovi - voce, chitarra
- Richie Sambora - chitarra solista, cori
- Alec John Such - basso
- David Bryan - tastiere,
- Tico Torres - batteria

## Tracce
45 giri
1. I Believe (Clearmoutain Mix) – 4:24 (Jon Bon Jovi)
2. I Believe (Live) – 5:41 (Bon Jovi)

Versione britannica
1. I Believe (Clearmoutain Mix) – 4:24 (Bon Jovi)
2. Runaway (Live) – 5:24 (Bon Jovi, George Karak)
3. Livin' on a Prayer (Live)  – 5:40 (Bon Jovi, Richie Sambora, Desmond Child)
4. Wanted Dead or Alive (Live)  – 5:00 (Bon Jovi, Sambora)

Maxi singolo
1. I Believe (Clearmoutain Mix) – 4:24 (Bon Jovi)
2. You Give Love a Bad Name (Live) – 3:53 (Bon Jovi, Sambora, Child)
3. Born to Be My Baby (Live)  – 5:15 (Bon Jovi, Sambora, Child)
4. I'll Sleep When I'm Dead (Live)  – 4:57 (Bon Jovi, Sambora, Child)
5. Message from Bon Jovi – 1:25

Le tracce dal vivo sono state registrate durante il New Jersey Syndicate Tour e il Keep the Faith Tour. Le relative date e luoghi non sono disponibili.

## Classifiche
| Classifica (1993/94) | Posizione massima |
| -------------------- | ----------------- |
| Australia            | 40                |
| Germania             | 49                |
| Irlanda              | 25                |
| Paesi Bassi          | 32                |
| Regno Unito          | 11                |
| Svizzera             | 34                |